# Monte Carlo Country Club
Der Monte Carlo Country Club (MCCC) ist ein Tenniskomplex des gleichnamigen Clubs und der Austragungsort des Monte Carlo Masters. Er befindet sich nicht direkt in Monaco, sondern in der Gemeinde Roquebrune-Cap-Martin im Département Alpes-Maritimes in Frankreich.
Auf Initiative von Prinz Louis II. schuf der Architekt Letrosne den Club im Art-déco-Stil ab 1926 mit einem Budget von 100 Millionen Franc auf einer Fläche von über 33.400 m². Er verfügt über 21 Sand- und zwei Hartplätze. Zwei der Sandplätze sind überdacht, neun verfügen über Flutlicht. Der größte Court, der 2015 nach Rainier III. benannt wurde, hat eine Kapazität von 10.200 Plätzen. Als zweitgrößter Platz fungiert der Court des Princes.